# Frédéric Makowiecki
Frédéric Makowiecki (Arras, 22 novembre 1980) è un pilota automobilistico francese, vincitore della 24 Ore di Le Mans 2022 nella classe GTE Pro.

## Carriera
Makowiecki, nato ad Arras, ha iniziato da piccolo a correre in kart per poi passare nel 2000 al campionato francese di Formula Tre, finendo 7º nella Classe B. Dall'anno seguente passa alle corse in GT, partecipa campionato francese GT Cup dove arriva secondo nel 2001 e vince nel 2004.
Dal 2003 inizia a correre nella Porsche Carrera Cup France dove finisce terzo nel 2004 e nel 2009, secondo nel 2006 e 2007, mentre nel 2010 conquista il titolo con sei vittorie, undici podi e tre pole.
Nel 2010 con l' Aston Martin DBR9 entra nel Campionato mondiale FIA GT1 dove ottiene tre vittorie chiudendo terzo in classifica. L'anno seguente corre per la prima volta alla 24 Ore di Le Mans con la Ferrari 458 Italia GTC del team Luxury Racing. Nel 2012 ha continuato con Luxury Racing gareggiando nelle prime tre gare del Campionato del mondo endurance, tra cui la 24 Ore di Le Mans dove ottiene il secondo posto nella classe GTE Pro.

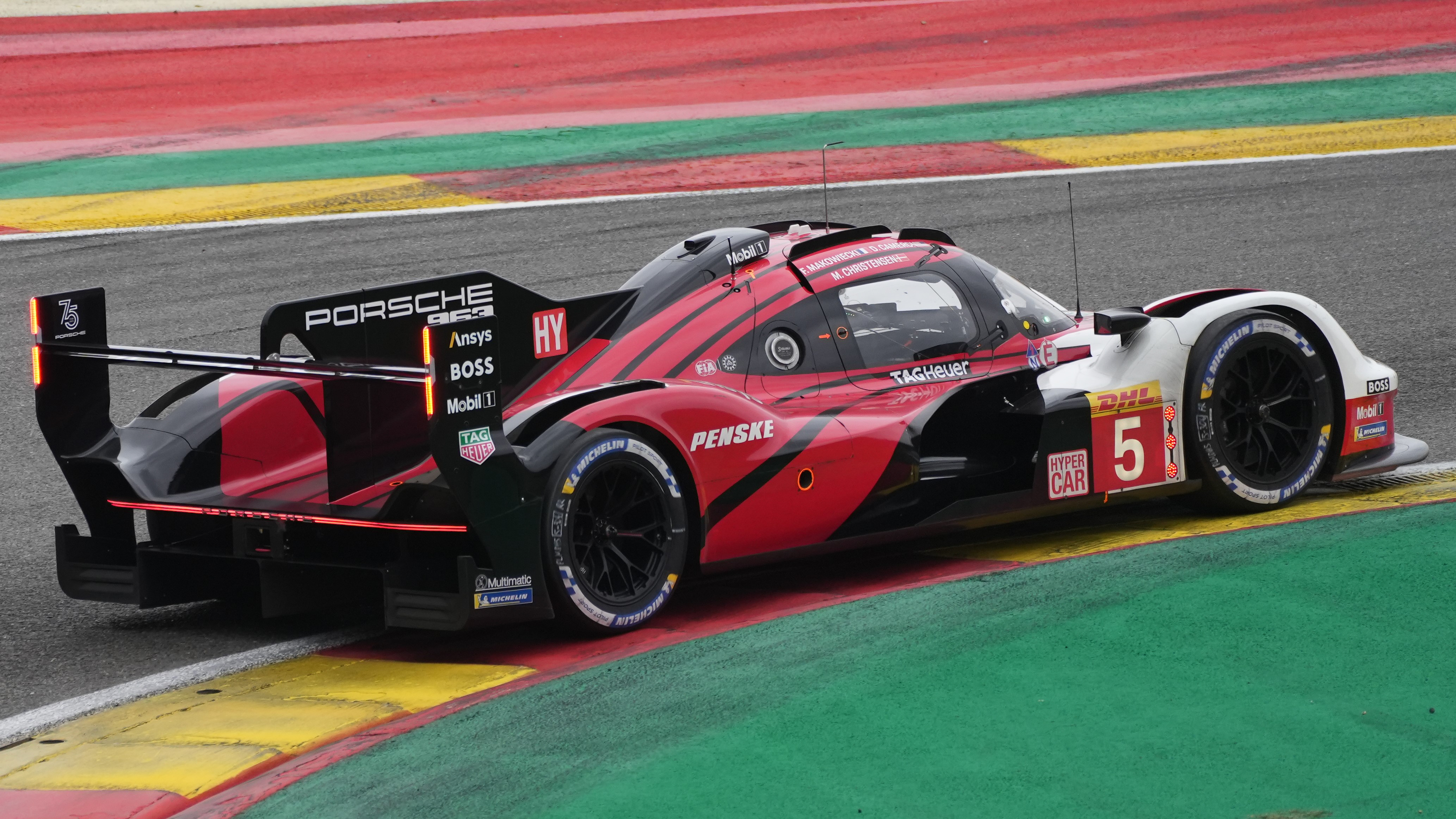
La Porsche 963 di Makowiecki durante la 6 ore di Spa 2023

Nel 2013 corre con l'Aston Martin Vantage GTE nel Wec mentre con Honda HSV-010 GT partecipa in coppia con Naoki Yamamoto al campionato Super GT. Il duo ottiene una vittoria a Suzuka e chiude terzo in classifica piloti. Dal 2014 viene nominato pilota ufficiale della Porsche e torna a competere alla guida della 911 RSR con il Team Manthey. Dal 2017 passa al team ufficiale della Porsche dove chiude secondo nel Campionato del mondo endurance dietro la Ferrari 488 GTE di James Calado e Alessandro Pier Guidi. Dalla stagione successiva fino al 2021 Makowiecki partecipa solo ad alcune gare del WEC.
Nel 2022 insieme a Gianmaria Bruni e Richard Lietz vince la 24 Ore di Le Mans nella classe GTE Pro davanti alle due Ferrari del team AF Corse. Lo stesso anno partecipa ai test della nuova Porsche 963 sul Circuito di Sebring per poi essere scelto come pilota ufficiale nella stagione 2023. Il pilota francese porterà in pista la 963 nel Campionato del mondo endurance in equipaggio con Michael Christensen e Dane Cameron.
Dopo undici anni come pilota ufficiale della Porsche, per la stagione 2025 passa alla Alpine-Renault correndo nel WEC con l'A424 LMDh.

## Risultati

### 24 Ore di Le Mans

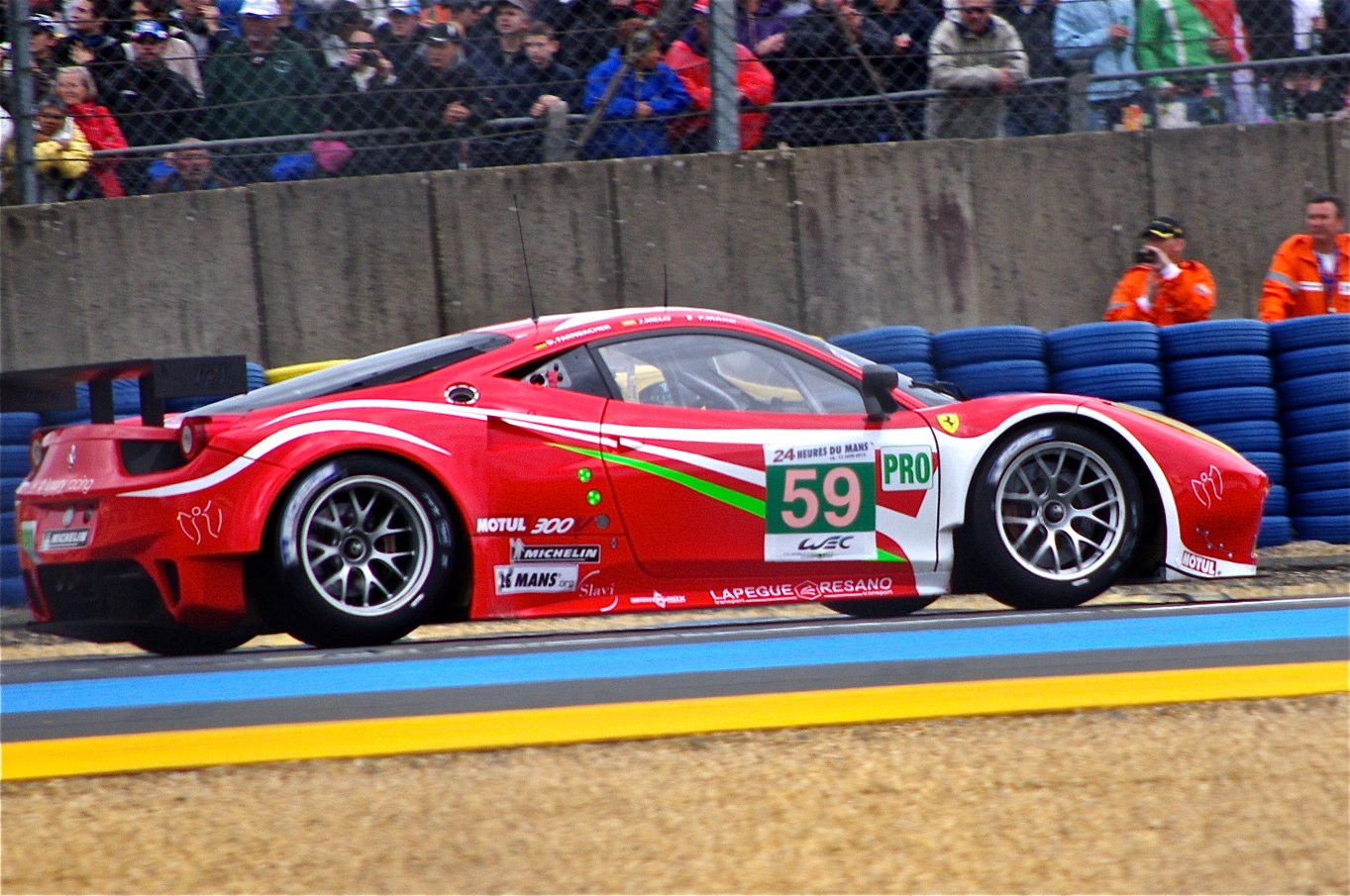
La Ferrari 458 Italia GTC guidata da Frédéric Makowiecki durante la 24 Ore di Le Mans 2012

La Porsche 911 RSR-19 guidata da Frédéric Makowiecki durante la 24 Ore di Le Mans 2022

| Anno | Team                      | Co-Piloti                         | vettura                  | Classe   | Giri | Pos. | Class Pos. |
| ---- | ------------------------- | --------------------------------- | ------------------------ | -------- | ---- | ---- | ---------- |
| 2011 | Luxury Racing             | Stéphane Ortelli Jaime Melo       | Ferrari 458 Italia GTC   | GTE Pro  | 183  | DNF  | DNF        |
| 2012 | Luxury Racing             | Jaime Melo Dominik Farnbacher     | Ferrari 458 Italia GTC   | GTE Pro  | 333  | 18°  | 2°         |
| 2013 | Aston Martin Racing       | Bruno Senna Rob Bell              | Aston Martin Vantage GTE | GTE Pro  | 252  | DNF  | DNF        |
| 2014 | Porsche Team Manthey      | Marco Holzer Richard Lietz        | Porsche 911 RSR          | GTE Pro  | 337  | 15°  | 3°         |
| 2015 | Porsche Team Manthey      | Patrick Pilet Wolf Henzler        | Porsche 911 RSR          | GTE Pro  | 14   | DNF  | DNF        |
| 2016 | Porsche GT Team           | Earl Bamber Jörg Bergmeister      | Porsche 911 RSR          | GTE Pro  | 140  | DNF  | DNF        |
| 2017 | Porsche GT Team           | Richard Lietz Patrick Pilet       | Porsche 911 RSR          | GTE Pro  | 339  | 20°  | 4°         |
| 2018 | Porsche GT Team           | Richard Lietz Gianmaria Bruni     | Porsche 911 RSR          | GTE Pro  | 343  | 16°  | 2°         |
| 2019 | Porsche GT Team           | Richard Lietz Gianmaria Bruni     | Porsche 911 RSR          | GTE Pro  | 342  | 21°  | 2°         |
| 2020 | Porsche GT Team           | Richard Lietz Gianmaria Bruni     | Porsche 911 RSR-19       | GTE Pro  | 335  | 31°  | 5°         |
| 2021 | Porsche GT Team           | Richard Lietz Gianmaria Bruni     | Porsche 911 RSR-19       | GTE Pro  | 343  | 23°  | 4°         |
| 2022 | Porsche GT Team           | Richard Lietz Gianmaria Bruni     | Porsche 911 RSR-19       | GTE Pro  | 350  | 28°  | 1°         |
| 2023 | Porsche Penske Motorsport | Michael Christensen Dane Cameron  | Porsche 963              | Hypercar | 324  | 16°  | 9°         |
| 2024 | Porsche Penske Motorsport | Matt Campbell Michael Christensen | Porsche 963              | Hypercar | 311  | 6°   | 6°         |
| 2025 | Alpine Endurance Team     | Jules Gounon Mick Schumacher      | Alpine A424              | Hypercar | 384  | 10°  | 10°        |

### Campionato del Mondo Endurance
| Anno    | Squadra                   | Classe    | Vettura                  | SEB | SPA | LMS | SIL | SÃO | BHR | FUJ | SHA |     | Punti | Pos. |
| ------- | ------------------------- | --------- | ------------------------ | --- | --- | --- | --- | --- | --- | --- | --- | --- | ----- | ---- |
| 2012    | Luxury Racing             | LMGTE Pro | Ferrari 458 Italia GT2   | Rit | 3   | 2   |     |     |     |     |     |     | 3,5   | 54º  |
| Anno    | Squadra                   | Classe    | Vettura                  | SIL | SPA | LMS | SÃO | COA | FUJ | SHA | BHR |     | Punti | Pos. |
| 2013    | Aston Martin Racing       | LMGTE Pro | Aston Martin Vantage GTE | 3   | 2   | Rit |     | 1   | 1   |     |     |     | 73,5  | 9°   |
| Anno    | Squadra                   | Classe    | Vettura                  | SIL | SPA | LMS | COA | FUJ | SHA | BHR | SÃO |     | Punti | Pos. |
| 2014    | Porsche Team Manthey      | LMGTE Pro | Porsche 911 RSR          | 1   | 9   | 2   | 2   | 11  | 1   | 5   | 2   |     | 134,5 | 2º   |
| Anno    | Squadra                   | Classe    | Vettura                  | SIL | SPA | LMS | NUR | COA | FUJ | SHA | BHR |     | Punti | Pos. |
| 2015    | Porsche Team Manthey      | LMGTE Pro | Porsche 911 RSR          | 7   | 2   | Rit | 2   | 2   | 2   | 3   | 1   |     | 118   | 5º   |
| Anno    | Squadra                   | Classe    | Vettura                  | SIL | SPA | LMS | NUR | MEX | COA | FUJ | SHA | BHR | Punti | Pos. |
| 2017    | Porsche GT Team           | LMGTE Pro | Porsche 911 RSR          | 3   | 5   | 3   | 2   | 3   | 6   | 2   | 2   | 4   | 145   | 2º   |
| Anno    | Squadra                   | Classe    | Vettura                  | SPA | LMS | SIL | FUJ | SHA | SEB | SPA | LMS |     | Punti | Pos. |
| 2018-19 | Porsche GT Team           | LMGTE Pro | Porsche 911 RSR          |     | 2   |     |     |     |     |     | 2   |     | 55    | 11º  |
| Anno    | Squadra                   | Classe    | Vettura                  | SIL | FUJ | SHA | BHR | COA | SPA | LMS | BHR |     | Punti | Pos. |
| 2019-20 | Porsche GT Team           | LMGTE Pro | Porsche 911 RSR-19       |     |     |     |     |     |     | 9   |     |     | 5     | 30º  |
| Anno    | Squadra                   | Classe    | Vettura                  | SPA | ALG | MNZ | LMS | BHR | BHR |     |     |     | Punti | Pos. |
| 2021    | Porsche GT Team           | LMGTE Pro | Porsche 911 RSR-19       |     | 4   |     | 3   |     | 4   |     |     |     | 66    | 6º   |
| Anno    | Squadra                   | Classe    | Vettura                  | SEB | SPA | LMS | MON | FUJ | BHR |     |     |     | Punti | Pos. |
| 2022    | Porsche GT Team           | LMGTE Pro | Porsche 911 RSR-19       |     |     | 1   | 5   |     |     |     |     |     | 60    | 7°   |
| Anno    | Squadra                   | Classe    | Vettura                  | SEB | ALG | SPA | LMS | MON | FUJ | BHR |     |     | Punti | Pos. |
| 2023    | Porsche Penske Motorsport | Hypercar  | Porsche 963              | 5   | 10  | 4   | 7   | 4   | 12  | 7   |     |     | 61    | 7°   |
| Anno    | Squadra                   | Classe    | Vettura                  | QAT | IMO | SPA | LMS | SÃO | COA | FUJ | BHR |     | Punti | Pos. |
| 2024    | Porsche Penske Motorsport | Hypercar  | Porsche 963              | 3   | 3   | Rit | 6   | 3   | 7   | Rit | 2   |     | 104   | 5°   |
| Anno    | Squadra                   | Classe    | Vettura                  | QAT | IMO | SPA | LMS | SÃO | COA | FUJ | BHR |     | Punti | Pos. |
| 2025    | Alpine Endurance Team     | Hypercar  | Alpine A424              | 13  | 3   | 3   | 9   |     |     |     |     |     | 34*   |      |
| Legenda |                           |           |                          |     |     |     |     |     |     |     |     |     |       |      |

* Stagione in corso.